# Baphia heudelotiana
Baphia heudelotiana är en ärtväxtart som beskrevs av Henri Ernest Baillon. Baphia heudelotiana ingår i släktet Baphia och familjen ärtväxter. IUCN kategoriserar arten globalt som sårbar. Inga underarter finns listade i Catalogue of Life.